# Selångerstenen
Selångerstenen, med signum M 10, är en runsten som står utanför Selångers gamla kyrkoruin i Selångers socken, Medelpad. Stenen som är ornerad med en enkel runslinga hittades inmurad i koret vid en restaurering av ruinen 1928. Den frilades och placerades utanför ruinens murade gråstensvägg. Den är 85 cm hög, 65 cm bred vid basen och 12–18 cm tjock.

## Inskriften
Translitterering av runraden:
uniR : ka[(r)(l) (u)(k) (a)]ni : ritu stain þino : afti(R) ... sin
Normalisering till runsvenska:
UniR, Karl(?) ok Ani rettu stæin þenna æftiR ... sinn.
Översättning till nusvenska:
Une, Karl(?) och Ane reste denna sten efter [N.N/fader?] sin

### Webbkällor
- Samnordisk runtextdatabas M 10, Rundata för windows 2.0. (Datum för runtextfilen 2004-09-17)